# Sonic the Hedgehog CD
Sonic the Hedgehog CD (ソニック・ザ・ヘッジホッグCD Sonikku za Hejjihoggu Shī Dī?), eller Sonic CD (ソニックCD Sonikku Shī Dī?), är ett TV-spel från 1993 till Mega-CD och PC, där spelaren tar rollen av Sonic the Hedgehog. Sonic CD är också första gången spelare får lära känna Amy Rose och Metal Sonic, som både åtkommer flera gånger i Sonic-serien. Spelet finns också i Sonic Gems Collection.

## Spelmekanik
Spelmekaniken påminner mycket om föregångaren Sonic the Hedgehog, då spelaren har som uppdrag springa till slutet av alla tre akter av en nivå, besegra en av Dr. Robotniks maskiner som agerar som bossfiender, och att samla på sig kraftfulla ädelstenar (här kallade Tidsstenarna eller Time Stones) i bonusnivåer för att låsa upp det goda slutet. Nu kan Sonic även resa framåt eller bakåt i tiden med hjälp av skyltar som visar "Past" eller "Future". Förutom att samla alla Tidsstenar kan man även få det bra slutet genom att åka till dåtiden och förstöra Robotniks robot-skapare, och därför är Past skyltarna sällsyntare än Future skyltarna. För att resa genom tiden krävs det att man har nuddat en skylt och att man sedan kan ha en relativt snabb hastighet i cirka 7 sekunder, som kan vara svårare än förväntat då man inte får stoppa en enda gång.

## Zoner
Det finns 7 zoner i Sonic CD, och varje zon är uppbyggd av tre akter. Dessa zoner heter:
- Palmtree Panic Zone
- Collision Chaos Zone
- Tidal Tempest Zone
- Quartz Quadrant Zone
- Wacky Workbench Zone
- Stardust Speedway Zone
- Metallic Madness Zone

Varje zon har tre delar, eller "acts", och i slutet av den tredje får man möta Dr Robotnik i en av hans många maskiner. Alla 7 zoner har även fyra varianter; dåtid, nutid, bra framtid och dålig framtid. Varje tidsperiod har annorlunda musik, grafik och bandesign.

## Historien bakom utvecklingen
Innan spelet släpptes antyddes det i tidningsartiklar och liknande att Sonic the Hedgehog 2 och Sonic CD egentligen skulle vara samma spel (alltså en uppföljare på Sonic the Hedgehog), men allt eftersom tiden gick kom det fram att Sonic the Hedgehog 2 och Sonic CD utvecklades till två olika spel. Sonic CD utvecklades av utvecklingslag i Japan, medan Sonic the Hedgehog 2 utvecklades i Amerika tillsammans med Sonic-seriens skapare, Yuji Naka.

### Fotnoter
1. ↑  Bengt Lemne (11 oktober 2005). ”Sonic Gems Collection” (på engelska). Gamereactor. https://www.gamereactor.se/recensioner/5300/Sonic+Gems+Collection/. Läst 26 maj 2017.